# 蘇維埃茨克區

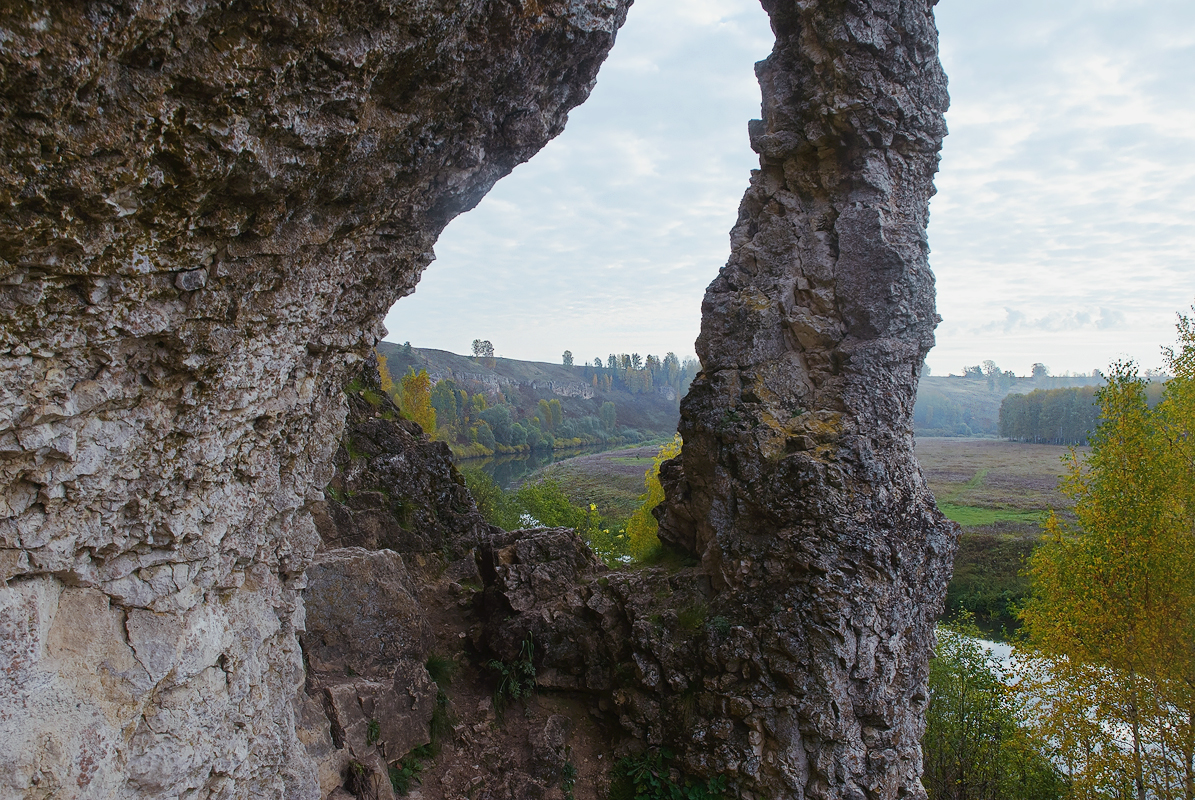

57°35′N 48°57′E / 57.583°N 48.950°E
蘇維埃茨克區（俄语：Советский район），是俄羅斯的一個區，位於該國西部，由基洛夫州負責管轄，面積2,411平方公里，2010年該區人口27,302，人口密度每平方公里11.32人。